# Caravansérail d'Ughurlu Khan
Le caravansérail d'Ughurlu Khan est un monument historique à Gandja en Azerbaïdjan .

## Histoire
Le caravansérail d'Ughurlu Khan a été construit au XVIIIe siècle.